# Hoplophorella venusta
Hoplophorella venusta är en kvalsterart som beskrevs av Wojciech Niedbała 1983. Hoplophorella venusta ingår i släktet Hoplophorella och familjen Phthiracaridae. Inga underarter finns listade i Catalogue of Life.